# Ранчо Конехо (Сан Педро Мистепек -дто. 26 -)
Ранчо Конехо (шп. Rancho Conejo) насеље је у Мексику у савезној држави Оахака у општини Сан Педро Мистепек -дто. 26 -. Насеље се налази на надморској висини од 3381 м.

## Становништво
Према подацима из 2010. године у насељу је живело 12 становника.

### Хронологија
| Година       | 2000 | 2010 |
| ------------ | ---- | ---- |
| Становништво | 6    | 12   |

### Попис
| # | Индикатор                     | Вредност |
| - | ----------------------------- | -------- |
| 1 | Укупно домаћинстава           | 14       |
| 2 | Укупно насељених домаћинстава | 2        |
| 3 | Величина локације             | 1        |